# Heterodimery
Heterodimery – związki chemiczne, dimery zbudowane z dwóch różnych fragmentów (w przeciwieństwie do homodimerów), wykazujących jednak podobieństwo strukturalne. 
Przykłady
- dwucukry, takie jak sacharoza (zbudowana z reszt glukozy i fruktozy) lub laktoza (zbudowana z reszt glukozy i galaktozy)
- dinukleotydy:
  - naturalne, zawierające dwie reszty nukleozydowe połączone wiązaniem fosfodiestrowym, np. d(TC)[1]
  - modyfikowane, np. potencjalne terapeutyki zawierające reszty AZT i d4T połączone diestrowym wiązaniem węglanowym[2]
- mieszane dupleksy RNA:DNA[3]
- białka złożone z dwóch różnych podjednostek polipeptydowych[4]

Pojęcie homo- i heterodimerów stosuje się także w stereochemii dla rozróżnienia dimerycznych diastereoizomerów zbudowanych z jednostek o takiej samej (RR i SS) i odwrotnej chiralności (RS).